# Wiesing
Wiesing est une commune autrichienne du district de Schwaz dans le Tyrol.